# Ministère de l'Air (France)
Pour les articles homonymes, voir Ministère de l'Air.
Le ministère de l'Air français fut créé par décret en 1928. Le premier ministre de l'Air, Laurent Eynac, avait pour principale tâche de redresser la situation de l'aéronautique française, en crise à la fin des années 1920. Le ministère fusionne en 1947 avec les ministères de la guerre et de la marine pour former le futur Ministère des Armées. 

## Histoire

### Création

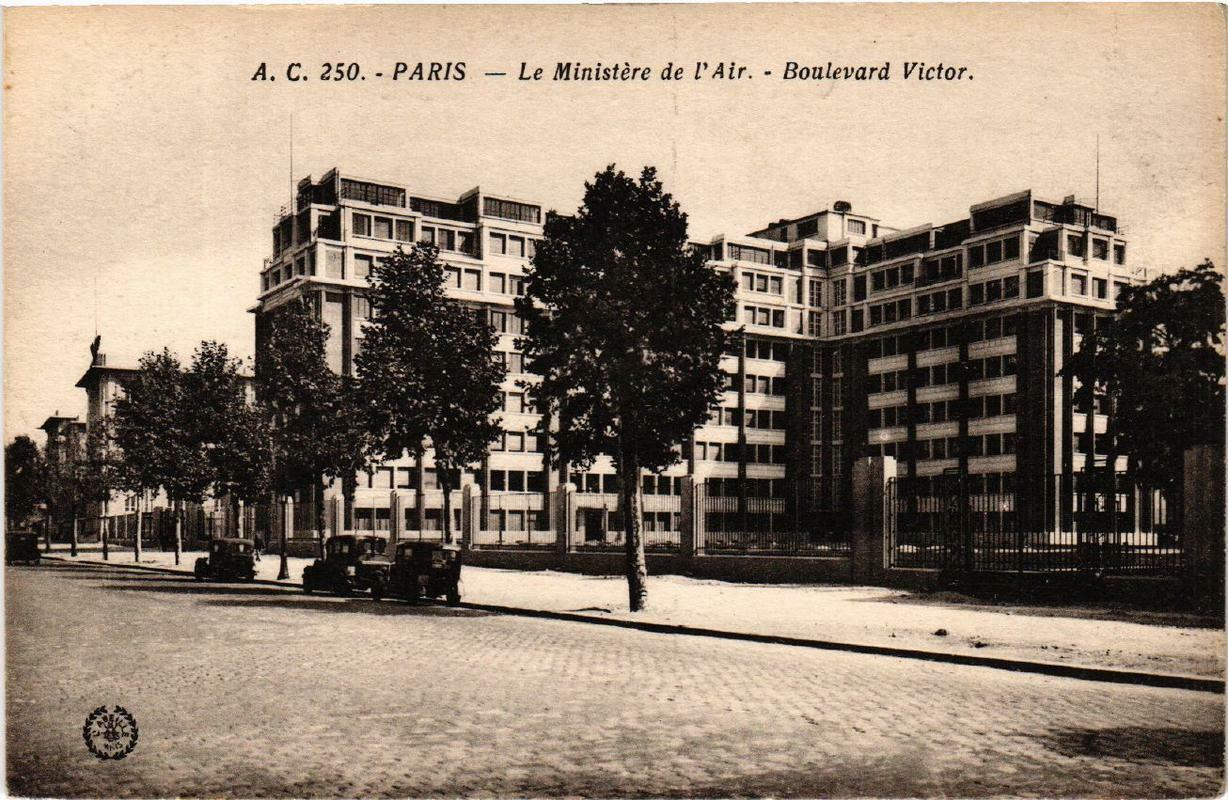
Le bâtiment principal du ministère de l'Air à Paris.

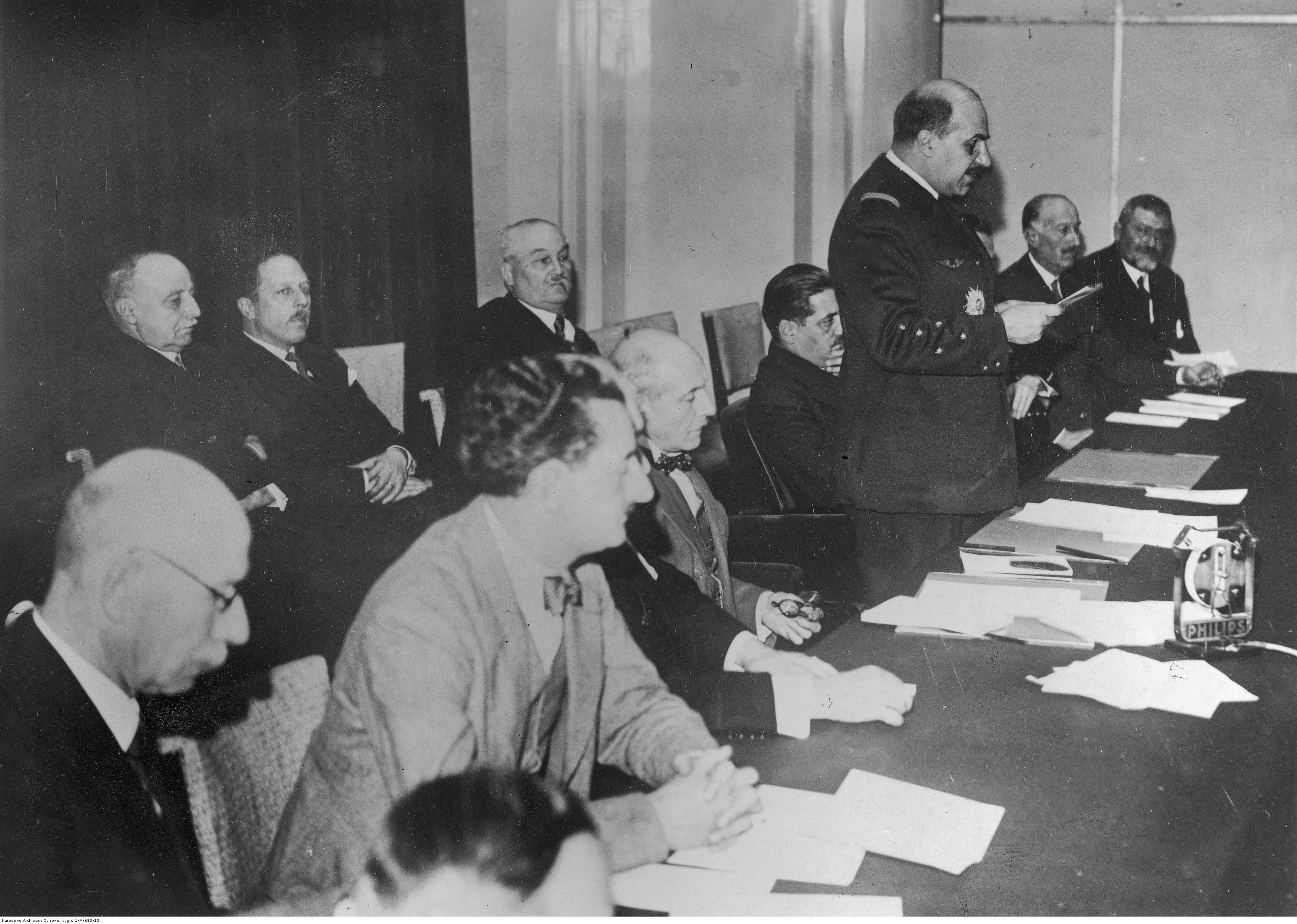
Le Ministre Denain (debout) au Salon du Bourget 1934. À ses côtés au premier rang : Blériot, Delesalle, Piétri et Eynac : au second rang : Potez.

Plusieurs mois après le début de la Première Guerre mondiale, l'aviation apparaît comme arme supplémentaire permettant l'observation ou le bombardement des lignes ennemies. En septembre 1915, René Besnard est sous-secrétaire d’État chargé de l'Aéronautique militaire, au sein du Ministère de la Guerre. 
En 1919, le secteur aéronautique se retrouve en difficulté financière. Les commandes se raréfient, liées à une chute de la demande et au surplus de matériels. Des charges fiscales particulièrement contraignantes sont imposées aux entreprises ayant prospéré grâce aux commandes de guerre. Lorraine-Dietrich et Renault retournent à leur production automobile tandis que Clerget-Blin fait faillite. Hispano-Suiza, dont le siège est localisé en Espagne n'est pas affecté, et devient le principal motoriste français. Du côté des avionneurs, SPAD et Blériot fusionnent, de même que Nieuport et Astra.
La guerre étant terminée, l'intitulé devient « sous-secrétaire d'État à l'Aéronautique et aux Transports aériens ». À partir de 1921, Laurent Eynac, ancien sous-lieutenant durant la guerre, s'impose comme la personnalité politique responsable de l'aéronautique en France durant l'intégralité de la décennie. Il devient le premier ministre de l'Air en 1928. 
Le ministère est créé après la mort, dans un accident d'avion, du ministre du Commerce (dont dépend alors l'aéronautique, d'un point de vue technique) Maurice Bokanowski, le 2 septembre 1928, et à l'issue d'une assez violente campagne de presse. Cette création met fin à une polémique d'une dizaine d'années portant sur le rôle militaire (indépendant ou non) de l'aviation au regard de l'armée de terre et de la marine.
L'organisation du ministère, qui regroupe les aspects civils et militaires, est fixée par la loi du 30 juin 1933. Le ministère comprenait différents services destinés à assurer la tutelle de l'industrie aéronautique française. 
Il est installé en 1934 sur le site de la base aérienne 117 le long du boulevard Victor à Paris, dans un bâtiment spécialement construit à son intention (architecte Léon Tissier), la cité de l'Air. 
Dès 1934, alors que l'Allemagne d'Hitler montrait les premiers signes de réarmement, le ministre Victor Denain lance le Plan I destiné à améliorer et à moderniser la production d'avions militaires. Cela se traduira par la conception du Loire-Nieuport LN 161 qui, malgré de bonnes performances (possiblement meilleures que celles du Morane-Saulnier MS.406), ne fut jamais lancé en production. Au Royaume-Uni, un projet similaire voit le jour, appelé Scheme A. En juillet 1934, Churchill dénonçait à la Chambre des Communes, le réarmement de l'Allemagne, à l'encontre du Traité de Versailles. Le projet aboutit à la naissance du Gloster F.5/34 qui, là aussi bien que plus performant que le Hawker Hurricane, n'eut pas le destin attendu. 
En 1936, Pierre Cot, alors ministre du gouvernement Léon Blum prend en charge la nationalisation de l'industrie aéronautique française. La quasi-totalité des avionneurs sont fusionnés au sein de six Sociétés Nationales de Construction Aéronautique (SNCA). Faute de fonds suffisants, les motoristes restent privés, excepté une nationalisation partielle de l'usine Lorraine-Dietrich, pour créer la Société Nationale de Construction de Moteurs (SNCM).
En 1938, la Direction technique et industrielle — parfois également appelée « Direction technique et industrielle de l'air » (DTIA) — est fondée au sein du Ministère. Cette structure administrative est notamment chargée de l'organisation et de la gestion d'un point de vue industriel des projets civils et militaires — études de prototypes, de contrôler la production en série des matériels et de préparer la « mobilisation industrielle ». En juillet 1938, le capitaine de vaisseau Jean Lartigue est nommé à la DTI et négocie aux États-Unis l'achat d'appareils pour l'aviation embarquée.
Le ministère lança divers autres plans, jusqu'au Plan V en mars 1939 qui établissait initialement le besoin à 1 920 chasseurs monoplaces, dont 940 produits avant mars 1939. Le Nieuport 161 écarté, la production se concentra essentiellement sur le Morane 406 et le Bloch MB.150, qui se conclut par la défaite lors de la Bataille de France. Du point de vue aéronautique, le retard technologique accumulé et le nombre insuffisant d'appareils produits (le Dewoitine D.520 surpassait le Messerschmitt Bf 109) rendit cette défaite inévitable.

### Pendant la Seconde Guerre mondiale

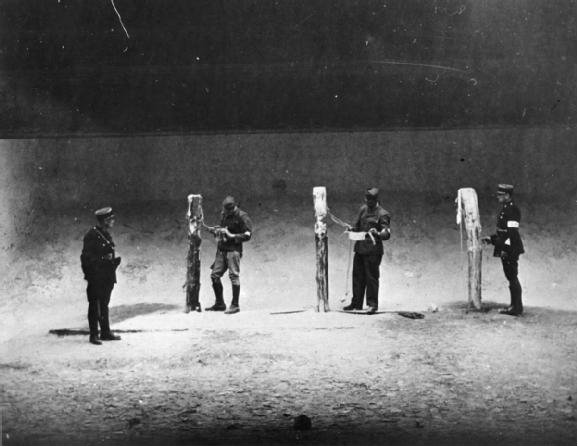
Après la Libération, des soldats FFI et un policier parisien inspectent la chambre d'exécution située dans la cave de l'édifice de l'ancien ministère de l'Air.

Dans le cadre de la répression de la résistance politique et militaire contre l'occupant allemand, des représailles sont organisées contre des civils incarcérés. Pour cela une chambre d'exécution est alors construite dans les sous-sols de l'ancien ministère de l'Air.
À peu de distance, se trouvait un autre lieu d'exécutions au sein de l'ancien stand de tir de Balard.

### Suppression
À la fin de l'année 1945, un décret du 22 décembre 1945 transfère au ministère des Travaux publics et des Transports les attributions relevant de l'aviation civile. C'est ainsi qu'est créé le secrétariat général à l'aviation civile et commerciale, devenu direction générale de l'Aviation civile. Le ministère se concentre alors sur ses missions militaires mais, alors que se constitue un ministère de la Défense unique, il est définitivement supprimé le 22 octobre 1947. Des secrétaires d'État seront nommés pour les forces aériennes et éventuellement l'aviation civile jusqu'en 1958.

## Organisation

### Ministre
Seize mandats ministériels se sont succédé de 1928 à 1947. Trois commissaires ont également officié au sein du Gouvernement provisoire de la République française de 1941 à 1944.

### Instituts de recherche
En 1930, le ministère de l'Air organisa la création :
- d'instituts de mécanique des fluides :
  - l'institut de mécanique des fluides de Lille[10],[11],
  - l'institut de mécanique des fluides[12] de Strasbourg,
  - l'institut de mécanique des fluides de Toulouse[13], (Soufflerie de Banlève),
  - l'institut de mécanique des fluides de Marseille[14] ;
- de l'École nationale supérieure de l'aéronautique à Paris.

En 1934 : 
- Arsenal du matériel aérien

En 1946 :
- Office national d'études et de recherches aérospatiales (ONERA)